# Laurent Koscielny
Laurent Koscielny (Tulle, 10 settembre 1985) è un dirigente sportivo ed ex calciatore francese, difensore, direttore sportivo del Lorient. Con la nazionale francese è stato vicecampione d'Europa nel 2016.

## Carriera

### Club

#### Tours e Lorient
Koscielny comincia la propria carriera nelle file del Guingamp dove inizialmente gioca come centrocampista difensivo. Cercando spazio e meno concorrenza nel ruolo, nel 2007 si accasa al Tours. Durante la stagione 2008-09, segna 5 gol in 34 presenze, e giocando sempre in difesa. Nel maggio 2009, Koscielny riceve il premio dell'Assocalciatori transalpina come miglior giocatore della Ligue 2 2008-2009. Il 16 giugno 2009 il Lorient, formazione di Ligue 1 offre a Koscielny il salto di qualità nella serie maggiore, acquistandolo dal Tours per 1,7 milioni.

#### Arsenal
Dopo 3 gol in 35 presenze col Lorient, nell'estate 2010 corrono voci di un suo trasferimento all'Arsenal, in cambio di 9,7 milioni di sterline. Il giornale francese Ouest-France ha scritto, il 5 luglio 2010, che il giocatore si stava allenando con le giovanili dell'Arsenal, in attesa dell'annuncio ufficiale del proprio trasferimento al club. La firma del contratto è divenuta ufficiale il 7 luglio, e Koscielny ha scelto la casacca numero 6, precedente appartenuta a Philippe Senderos, trasferitosi al Fulham ad inizio estate.
Koscielny ha debuttato in un'amichevole estiva il 17 luglio contro il Barnet, ed è poi subentrato nel secondo tempo nell'altra amichevole contro lo Sturm Graz. Il 24 luglio 2012 Koscienly prolunga il suo contratto con i Gunners fino al 2017. Durante la stagione successiva si rende protagonista di un grande avvio di campionato e non solo. Il 23 settembre 2012 arriva il primo gol sul campo del Manchester City nella partita pareggiata per 1-1. Il 13 marzo 2013 segna il secondo gol all'Allianz Arena sul campo del Bayern Monaco e per poco i Gunners non ribaltano il 3-1 subito in casa all'andata. Il gol più importante lo segna il 19 maggio sul campo del Newcastle nella vittoria per 1-0, che vale l'accesso alla fase a gironi della Champions League 2013-2014 superando di 1 punto in classifica i rivali del Tottenham.
La stagione 2013-2014 si apre nei migliori dei modi per lui perché diventa uno dei titolari, superando la concorrenza di Thomas Vermaelen. Il 30 novembre 2013 raggiunge 100 presenze in Premier League con la maglia dell'Arsenal. Il 14 dicembre 2013 in occasione della pesante sconfitta subita sul campo del Manchester City per 6-3 si procura un infortunio al ginocchio che gli fa chiudere in anticipo l'anno 2013. Il 22 febbraio 2014 torna al gol in Premier League nella gara vinta in casa per 4-1 contro il Sunderland.

#### Bordeaux
Il 6 agosto 2019 torna in patria firmando per il Bordeaux dove gioca per due stagioni e mezzo prima di ritirarsi dal calcio giocato il 31 gennaio 2022.

### Nazionale
Oltre al passaporto francese, Koscielny possiede anche quello polacco, grazie al nonno paterno, emigrato in Francia dalla Polonia. Koscielny decise di accettare la cittadinanza polacca senza però aver ancora deciso per quale nazionale giocare. Nel luglio 2010 ha affermato di voler prendersi più tempo per la propria decisione:
Il 28 luglio 2011 viene convocato da Laurent Blanc per le partite di qualificazione a Euro 2012 contro Romania e Albania, e il giocatore si rende disponibile; non riesce tuttavia a debuttare con i Bleus.
Viene convocato per gli Europei 2016 in Francia.
Deve rinunciare ai Mondiali di Russia 2018 a causa della rottura del tendine d'Achille della caviglia destra, avvenuta durante la semifinale di ritorno di Europa League del 3 maggio 2018.

## Statistiche

### Presenze e reti nei club
Statistiche aggiornate al 31 gennaio 2022
| Stagione        | Squadra         | Campionato      | Campionato | Campionato | Coppe nazionali | Coppe nazionali | Coppe nazionali | Coppe continentali | Coppe continentali | Coppe continentali | Altre coppe | Altre coppe | Altre coppe | Totale | Totale |
| Stagione        | Squadra         | Comp            | Pres       | Reti       | Comp            | Pres            | Reti            | Comp               | Pres               | Reti               | Comp        | Pres        | Reti        | Pres   | Reti   |
| --------------- | --------------- | --------------- | ---------- | ---------- | --------------- | --------------- | --------------- | ------------------ | ------------------ | ------------------ | ----------- | ----------- | ----------- | ------ | ------ |
| 2004-2005       | Guingamp        | L2              | 11         | 0          | CF+CdL          | 2+0             | 0               |                    | -                  | -                  |             | -           | -           | 13     | 0      |
| 2005-2006       | Guingamp        | L2              | 9          | 0          | CF+CdL          | 1+0             | 0               |                    | -                  | -                  |             | -           | -           | 10     | 0      |
| 2006-2007       | Guingamp        | L2              | 21         | 0          | CF+CdL          | 2+0             | 0               |                    | -                  | -                  |             | -           | -           | 23     | 0      |
| Totale Guingamp | Totale Guingamp | Totale Guingamp | 41         | 0          |                 | 5               | 0               |                    |                    |                    |             |             |             | 46     | 0      |
| 2007-2008       | Tours           | L2              | 33         | 1          | CF+CdL          | 5+0             | 1               |                    | -                  | -                  |             | -           | -           | 38     | 2      |
| 2008-2009       | Tours           | L2              | 34         | 5          | CF+CdL          | 2+1             | 0               |                    | -                  | -                  |             | -           | -           | 37     | 5      |
| Totale Tours    | Totale Tours    | Totale Tours    | 67         | 6          |                 | 8               | 1               |                    |                    |                    |             |             |             | 75     | 7      |
| 2009-2010       | Lorient         | L1              | 35         | 3          | CF+CdL          | 1+4             | 0+1             |                    | -                  | -                  |             | -           | -           | 40     | 4      |
| 2010-2011       | Arsenal         | PL              | 30         | 2          | FACup+CdL       | 3+6             | 0+1             | UCL                | 4                  | 0                  | -           | -           | -           | 43     | 3      |
| 2011-2012       | Arsenal         | PL              | 33         | 2          | FACup+CdL       | 2+1             | 0               | UCL                | 6                  | 1                  | -           | -           | -           | 42     | 3      |
| 2012-2013       | Arsenal         | PL              | 25         | 2          | FACup+CdL       | 3+1             | 0+1             | UCL                | 5                  | 1                  | -           | -           | -           | 34     | 4      |
| 2013-2014       | Arsenal         | PL              | 32         | 2          | FACup+CdL       | 4+1             | 1+0             | UCL                | 9                  | 0                  | -           | -           | -           | 46     | 3      |
| 2014-2015       | Arsenal         | PL              | 27         | 3          | FACup+CdL       | 5+0             | 0               | UCL                | 6                  | 0                  | CS          | 1           | 0           | 39     | 3      |
| 2015-2016       | Arsenal         | PL              | 31         | 4          | FACup+CdL       | 0               | 0               | UCL                | 1                  | 0                  | CS          | 1           | 0           | 33     | 4      |
| 2016-2017       | Arsenal         | PL              | 33         | 2          | FACup+CdL       | 2+0             | 0               | UCL                | 8                  | 0                  | -           | -           | -           | 43     | 2      |
| 2017-2018       | Arsenal         | PL              | 25         | 2          | FACup+CdL       | 0+2             | 0               | UEL                | 6                  | 0                  | CS          | -           | -           | 33     | 2      |
| 2018-2019       | Arsenal         | PL              | 17         | 3          | FACup+CdL       | 1+1             | 0               | UEL                | 11                 | 0                  | -           | -           | -           | 30     | 3      |
| Totale Arsenal  | Totale Arsenal  | Totale Arsenal  | 253        | 22         |                 | 37              | 4               |                    | 56                 | 2                  |             | 2           | 0           | 343    | 27     |
| 2019-2020       | Bordeaux        | L1              | 25         | 0          | CF+CdL          | 1+2             | 0               |                    | -                  | -                  |             | -           | -           | 28     | 0      |
| 2020-2021       | Bordeaux        | L1              | 26         | 0          | CF              | 0               | 0               |                    | -                  | -                  |             | -           | -           | 26     | 0      |
| 2021-gen. 2022  | Bordeaux        | L1              | 11         | 0          | CF              | 0               | 0               |                    | -                  | -                  |             | -           | -           | 11     | 0      |
| Totale Bordeaux | Totale Bordeaux | Totale Bordeaux | 62         | 0          |                 | 3               | 0               |                    | -                  | -                  |             | -           | -           | 65     | 0      |
| Totale carriera | Totale carriera | Totale carriera | 458        | 31         |                 | 53              | 5               |                    | 56                 | 2                  |             | 2           | 0           | 569    | 38     |

### Cronologia presenze e reti in nazionale
| Cronologia completa delle presenze e delle reti in nazionale ― Francia | Cronologia completa delle presenze e delle reti in nazionale ― Francia | Cronologia completa delle presenze e delle reti in nazionale ― Francia | Cronologia completa delle presenze e delle reti in nazionale ― Francia | Cronologia completa delle presenze e delle reti in nazionale ― Francia | Cronologia completa delle presenze e delle reti in nazionale ― Francia | Cronologia completa delle presenze e delle reti in nazionale ― Francia | Cronologia completa delle presenze e delle reti in nazionale ― Francia |
| Data                                                                   | Città                                                                  | In casa                                                                | Risultato                                                              | Ospiti                                                                 | Competizione                                                           | Reti                                                                   | Note                                                                   |
| ---------------------------------------------------------------------- | ---------------------------------------------------------------------- | ---------------------------------------------------------------------- | ---------------------------------------------------------------------- | ---------------------------------------------------------------------- | ---------------------------------------------------------------------- | ---------------------------------------------------------------------- | ---------------------------------------------------------------------- |
| 11-11-2011                                                             | Saint-Denis                                                            | Francia                                                                | 1 – 0                                                                  | Stati Uniti                                                            | Amichevole                                                             | -                                                                      | 78’                                                                    |
| 31-5-2012                                                              | Reims                                                                  | Francia                                                                | 2 – 0                                                                  | Serbia                                                                 | Amichevole                                                             | -                                                                      |                                                                        |
| 5-6-2012                                                               | Le Mans                                                                | Francia                                                                | 4 – 0                                                                  | Estonia                                                                | Amichevole                                                             | -                                                                      | 65’                                                                    |
| 23-6-2012                                                              | Donec'k                                                                | Spagna                                                                 | 2 – 0                                                                  | Francia                                                                | Euro 2012 - Quarti di finale                                           | -                                                                      |                                                                        |
| 12-10-2012                                                             | Saint-Denis                                                            | Francia                                                                | 0 – 1                                                                  | Giappone                                                               | Amichevole                                                             | -                                                                      |                                                                        |
| 16-10-2012                                                             | Madrid                                                                 | Spagna                                                                 | 1 – 1                                                                  | Francia                                                                | Qual. Mondiali 2014                                                    | -                                                                      | 42’                                                                    |
| 14-11-2012                                                             | Parma                                                                  | Italia                                                                 | 1 – 2                                                                  | Francia                                                                | Amichevole                                                             | -                                                                      |                                                                        |
| 6-2-2013                                                               | Saint-Denis                                                            | Francia                                                                | 1 – 2                                                                  | Germania                                                               | Amichevole                                                             | -                                                                      | 46’                                                                    |
| 26-3-2013                                                              | Saint-Denis                                                            | Francia                                                                | 0 – 1                                                                  | Spagna                                                                 | Qual. Mondiali 2014                                                    | -                                                                      |                                                                        |
| 5-6-2013                                                               | Montevideo                                                             | Uruguay                                                                | 1 – 0                                                                  | Francia                                                                | Amichevole                                                             | -                                                                      | 71’                                                                    |
| 14-8-2013                                                              | Bruxelles                                                              | Belgio                                                                 | 0 – 0                                                                  | Francia                                                                | Amichevole                                                             | -                                                                      | 87’                                                                    |
| 6-9-2013                                                               | Tbilisi                                                                | Georgia                                                                | 0 – 0                                                                  | Francia                                                                | Qual. Mondiali 2014                                                    | -                                                                      |                                                                        |
| 10-9-2013                                                              | Homel'                                                                 | Bielorussia                                                            | 2 – 4                                                                  | Francia                                                                | Qual. Mondiali 2014                                                    | -                                                                      |                                                                        |
| 15-10-2013                                                             | Saint-Denis                                                            | Francia                                                                | 3 – 0                                                                  | Finlandia                                                              | Qual. Mondiali 2014                                                    | -                                                                      |                                                                        |
| 15-11-2013                                                             | Kiev                                                                   | Ucraina                                                                | 2 – 0                                                                  | Francia                                                                | Qual. Mondiali 2014                                                    | -                                                                      | 90+1’                                                                  |
| 27-5-2014                                                              | Saint-Denis                                                            | Francia                                                                | 4 – 0                                                                  | Norvegia                                                               | Amichevole                                                             | -                                                                      |                                                                        |
| 1-6-2014                                                               | Nizza                                                                  | Francia                                                                | 1 – 1                                                                  | Paraguay                                                               | Amichevole                                                             | -                                                                      |                                                                        |
| 20-6-2014                                                              | Salvador                                                               | Svizzera                                                               | 2 – 5                                                                  | Francia                                                                | Mondiali 2014 - 1º turno                                               | -                                                                      | 66’                                                                    |
| 25-6-2014                                                              | Rio de Janeiro                                                         | Ecuador                                                                | 0 – 0                                                                  | Francia                                                                | Mondiali 2014 - 1º turno                                               | -                                                                      |                                                                        |
| 30-6-2014                                                              | Brasilia                                                               | Francia                                                                | 2 – 0                                                                  | Nigeria                                                                | Mondiali 2014 - Ottavi di finale                                       | -                                                                      |                                                                        |
| 4-7-2014                                                               | Rio de Janeiro                                                         | Francia                                                                | 0 – 1                                                                  | Germania                                                               | Mondiali 2014 - Quarti di finale                                       | -                                                                      | 72’                                                                    |
| 29-3-2015                                                              | Saint-Étienne                                                          | Francia                                                                | 2 – 0                                                                  | Danimarca                                                              | Amichevole                                                             | -                                                                      |                                                                        |
| 7-6-2015                                                               | Saint-Denis                                                            | Francia                                                                | 3 – 4                                                                  | Belgio                                                                 | Amichevole                                                             | -                                                                      | Cap.                                                                   |
| 4-9-2015                                                               | Lisbona                                                                | Portogallo                                                             | 0 – 1                                                                  | Francia                                                                | Amichevole                                                             | -                                                                      |                                                                        |
| 13-11-2015                                                             | Saint-Étienne                                                          | Francia                                                                | 2 – 0                                                                  | Germania                                                               | Amichevole                                                             | -                                                                      |                                                                        |
| 17-11-2015                                                             | Londra                                                                 | Inghilterra                                                            | 2 – 0                                                                  | Francia                                                                | Amichevole                                                             | -                                                                      |                                                                        |
| 25-3-2016                                                              | Amsterdam                                                              | Paesi Bassi                                                            | 2 – 3                                                                  | Francia                                                                | Amichevole                                                             | -                                                                      |                                                                        |
| 30-5-2016                                                              | Nantes                                                                 | Francia                                                                | 3 – 2                                                                  | Camerun                                                                | Amichevole                                                             | -                                                                      |                                                                        |
| 4-6-2016                                                               | Longeville                                                             | Francia                                                                | 3 – 0                                                                  | Scozia                                                                 | Amichevole                                                             | 1                                                                      |                                                                        |
| 10-6-2016                                                              | Saint-Denis                                                            | Francia                                                                | 2 – 1                                                                  | Romania                                                                | Euro 2016 - 1º turno                                                   | -                                                                      |                                                                        |
| 15-6-2016                                                              | Marsiglia                                                              | Francia                                                                | 2 – 0                                                                  | Albania                                                                | Euro 2016 - 1º turno                                                   | -                                                                      |                                                                        |
| 19-6-2016                                                              | Villeneuve d'Ascq                                                      | Svizzera                                                               | 0 – 0                                                                  | Francia                                                                | Euro 2016 - 1º turno                                                   | -                                                                      | 83’                                                                    |
| 26-6-2016                                                              | Décines-Charpieu                                                       | Francia                                                                | 2 – 1                                                                  | Irlanda                                                                | Euro 2016 - Ottavi di finale                                           | -                                                                      |                                                                        |
| 3-7-2016                                                               | Saint-Denis                                                            | Francia                                                                | 5 – 2                                                                  | Islanda                                                                | Euro 2016 - Quarti di finale                                           | -                                                                      | 72’                                                                    |
| 7-7-2016                                                               | Marsiglia                                                              | Germania                                                               | 0 – 2                                                                  | Francia                                                                | Euro 2016 - Semifinale                                                 | -                                                                      |                                                                        |
| 10-7-2016                                                              | Saint-Denis                                                            | Portogallo                                                             | 1 – 0 dts                                                              | Francia                                                                | Euro 2016 - Finale                                                     | -                                                                      | 107’                                                                   |
| 1-9-2016                                                               | Bari                                                                   | Italia                                                                 | 1 – 3                                                                  | Francia                                                                | Amichevole                                                             | -                                                                      | 83’                                                                    |
| 6-9-2016                                                               | Barysaŭ                                                                | Bielorussia                                                            | 0 – 0                                                                  | Francia                                                                | Qual. Mondiali 2018                                                    | -                                                                      |                                                                        |
| 7-10-2016                                                              | Parigi                                                                 | Francia                                                                | 4 – 1                                                                  | Bulgaria                                                               | Qual. Mondiali 2018                                                    | -                                                                      |                                                                        |
| 10-10-2016                                                             | Amsterdam                                                              | Paesi Bassi                                                            | 0 – 1                                                                  | Francia                                                                | Qual. Mondiali 2018                                                    | -                                                                      |                                                                        |
| 11-11-2016                                                             | Saint-Denis                                                            | Francia                                                                | 2 – 1                                                                  | Svezia                                                                 | Qual. Mondiali 2018                                                    | -                                                                      |                                                                        |
| 15-11-2016                                                             | Lens                                                                   | Francia                                                                | 0 – 0                                                                  | Costa d'Avorio                                                         | Amichevole                                                             | -                                                                      | 46’                                                                    |
| 25-3-2017                                                              | Lussemburgo                                                            | Lussemburgo                                                            | 1 – 3                                                                  | Francia                                                                | Qual. Mondiali 2018                                                    | -                                                                      |                                                                        |
| 28-3-2017                                                              | Saint-Denis                                                            | Francia                                                                | 0 – 2                                                                  | Spagna                                                                 | Amichevole                                                             | -                                                                      |                                                                        |
| 2-6-2017                                                               | Rennes                                                                 | Francia                                                                | 5 – 0                                                                  | Paraguay                                                               | Amichevole                                                             | -                                                                      |                                                                        |
| 9-6-2017                                                               | Solna                                                                  | Svezia                                                                 | 2 – 1                                                                  | Francia                                                                | Qual. Mondiali 2018                                                    | -                                                                      |                                                                        |
| 13-6-2017                                                              | Saint-Denis                                                            | Francia                                                                | 3 – 2                                                                  | Inghilterra                                                            | Amichevole                                                             | -                                                                      | 52’                                                                    |
| 31-8-2017                                                              | Saint-Denis                                                            | Francia                                                                | 4 – 0                                                                  | Paesi Bassi                                                            | Qual. Mondiali 2018                                                    | -                                                                      |                                                                        |
| 3-9-2017                                                               | Tolosa                                                                 | Francia                                                                | 0 – 0                                                                  | Lussemburgo                                                            | Qual. Mondiali 2018                                                    | -                                                                      |                                                                        |
| 10-11-2017                                                             | Saint-Denis                                                            | Francia                                                                | 2 – 0                                                                  | Galles                                                                 | Amichevole                                                             | -                                                                      |                                                                        |
| 27-3-2018                                                              | San Pietroburgo                                                        | Russia                                                                 | 1 – 3                                                                  | Francia                                                                | Amichevole                                                             | -                                                                      |                                                                        |
| Totale                                                                 |                                                                        | Presenze                                                               | 51                                                                     |                                                                        | Reti                                                                   | 1                                                                      |                                                                        |

## Palmarès

### Club
- Coppa d'Inghilterra: 3

Arsenal: 2013-2014, 2014-2015, 2016-2017
- Community Shield: 2

Arsenal: 2014, 2015

### Individuale
- Squadra della stagione della UEFA Europa League: 1

2018-2019